# Typha changbaiensis
Typha changbaiensis  là một loài thực vật có hoa trong họ Typhaceae. Loài này được M.Jiang Wu & Y.T.Zhao mô tả khoa học đầu tiên năm 2000.